# 나진성
나진성(한국 한자: 羅珍星, 1991년 12월 14일 ~ )은 대한민국의 전 프로 축구 선수이며, 포지션은 미드필더였다.

나이키 축구오디션에서 대한민국 대표로써 영국을 다녀왔으며 유럽에서의 커리어를 가지고 있다